# Autópályakartell
Az ún. autópályakartell egy kartell, a magyarországi útépítési piac vezető vállalkozásainak versenykorlátozó megállapodása volt 2002-ben. A kartell különböző számítások szerint 18-32 milliárd forintnyi kárt okozott a magyar államnak. A résztvevő vállalkozásokat a versenyhivatal a magyar történelem addigi legnagyobb bírságával, 7 milliárd forinttal büntette meg. A kartell egyik következménye volt, hogy a kartellezést letöltendő börtönnel büntethetővé tette az Országgyűlés.

## A kartell előzményei
Az ezredfordulót követően Magyarországon kiemelt céllá vált az ország közlekedési infrastruktúrájának fejlesztése. A kormányok különös figyelmet szenteltek az  úthálózat, különösen az autópályahálózat bővítésének. A 2002 nyaráig kormányzó, az ország pénzügyi teherviselő-képességét kiemelten kezelő Orbán-kormány idején kevés új útszakasz épült, ráadásul a kormányzat a korabeli bírálatok szerint egyfajta házi beszállítóként kezelte a Vegyépszer Zrt.-t. 2002-ig a Nemzeti Autópálya Rt. (NA) látta el a megrendelői szerepkört az autópályaépítés terén. Bár az NA állami tulajdonú vállalat volt, de gazdasági társaságként nem tartozott a közbeszerzési törvény hatálya alá, így a nagyszabású útépítéseket közbeszerzési eljárás nélkül, ajánlattétel alapján ítélték oda.
A Vegyépszer így érdemi verseny nélkül nyerte el az első Orbán-kormány idején a legjelentősebb beruházásokat. (M7-es autópálya felújítása Budaörs és Siófok között, M3-as autópálya Hatvan-Füzesabony szakasza). A többi útépítő vállalat kénytelen volt kisebb útépítésekkel, vagy a Vegyépszer alvállalkozójának szerepkörével beérni.
A helyzet gyökeresen változott meg 2002 tavaszán, amikor az útépítéseket kiemelt prioritásként kezelő, a költségvetési fegyelmet viszont lazábban vevő Medgyessy-kormány vette át az autópályaépítések ügyét. Az új kormányzat kimondott-kimondatlan célja volt a Vegyépszer privilegizált szerepének megszüntetése, illetve a Fideszhez közelinek tartott cég kiszorítása az állami megrendelésekből. A piac legjelentősebb szereplőjének kiesésével a korábban évekig csak kisebb megrendeléseken tengődő vállalatok levegőhöz juthattak volna, ha nem kényszerülnek egymással árversenyt folytatni. 
Az első Orbán-kormány működésének utolsó heteiben a Vegyépszer négy autópálya-szakasz építésére nyújtott be ajánlatot a Nemzeti Autópálya Rt-hez. A 131 milliárd forintos ajánlat tárgyát a következő szakaszok képezték:

|  | Szakasz                                     | Szakasz hossza | Térkép |
|  | ------------------------------------------- | -------------- | ------ |
|  | Becsehely – Letenye oh.( Horvátország)      | 9,6 km         |        |
|  | Letenye – Tornyiszentmiklós oh.( Szlovénia) | 18,7 km        |        |
|  | Balatonszárszó – Ordacsehi                  | 19,8 km        |        |
|  | Polgár – Görbeháza                          | 12,7 km        |        |

Az ajánlatokat az NA vezetői elfogadták és 2002. május 29-én szerződést kötöttek a Vegyépszerrel. Az alig két nappal korábban hivatalba lépő Csillag István azonban nem fogadta el a szerződés törvényességét. Az NA vezetőit menesztette, a szerződést pedig alaposan átvizsgálták formai hibák után kutatva. A kutatás sikerrel járt: a Vegyépszer nem nyújtott be időben egy bankgaranciát. Csillag ezért mind a négy ajánlatot hibásnak, az azok alapján kötött szerződést pedig érvénytelennek nyilvánította. Az említett négy előkészített szakasz kivitelezésének meggyorsítása és a verseny árletörő hatásának érvényesítése céljából a miniszter (Medgyessy Péter miniszterelnököt kijátszva) a közbeszerzési törvény hatályának kiterjesztése előtt a közbeszerzési eljáráshoz hasonló, de azzal nem azonos meghívásos eljárásra invitált meg négy céget.

## Az első eljárás
Az első eljárás pályázati formában zajlott 2002 júliusában meghívásos formában. A pályázatra meghívó leveleket 2002. július 10-én küldte el az NA Rt. a Strabag Kft-nek, a Hídépítő Rt-nek, a EGÚT Rt-nek és a Betonút Rt-nek. (A pályázati feltételeket Csillag István úgy alakíttatta ki, hogy a Vegyépszer Rt-t ne kelljen meghívni az eljárásra.) A pályázat nagyon rövid határidejű volt, az ajánlatok leadására alig 10 napja volt a vállalkozóknak. A meghívásos pályázat nyilvánosságra kerülése az SZDSZ kivételével mindenkit meglepett. A Csillag István által önhatalmúlag kimunkált eljárásrend miatt a Fidesz és szocialisták is kritikával illették a GKM tevékenységét. Medgyessy Péter végül az eljárás leállítására szólította fel miniszterét, aki azonban ellenszegült a miniszterelnöknek. Az ajánlattevők közötti verseny előnyeit demonstrálandó a sajtó képviselői előtt felbontotta a beérkezett pályázatokat. Ekkor derült ki, hogy a négy cég 20%-kal, 28 milliárd forinttal olcsóbban vállalná a munkát a Vegyépszernél. Csillag István ezen a ponton stratégiai jelentőségű hibát vétett: akaratlanul is a pályázók tudtára hozta a versenytársak által ajánlott árat. A pályázatot ugyanakkor a politikai ellenállás láttán az NA július 23-án eredménytelennek nyilvánította.
A korábban partvonalra szorított piaci szereplők valamikor 2002 nyarán, az eljárás során fel nem tárt módon versenykorlátozó megállapodást kötöttek. A Vegyépszer Rt. kivételével az alku részese volt a korszak minden olyan piaci szereplője, amely megfelelő kapacitásokkal rendelkezett egy autópálya-szakasz megépítéséhez. A kartellben részes vállalkozások (betűrendben) a Betonút Rt., a DEBMÚT Rt., az EGÚT Rt., (mindkettő a Colas-csoport része), a Hídépítő Rt. és a Strabag Kft. voltak. A versenytörvénybe ütköző titkos megállapodásban a felek elosztották egymás között, hogy a 2002 nyár végén újra kiírandó útépítési pályázatok közül melyiket ki nyeri majd meg, illetve hogy a győztes fél mely' másik szereplőket vonja be a kivitelezési munkákba alvállalkozóként.

## A második közbeszerzés
Az "autópályaépítési csomag" elemei 2002 augusztusától már a közbeszerzési törvény hatálya alá estek. Az autópályák kivitelezésre vonatkozó közbeszerzési eljárásokat a GKM 2002 szeptemberében írta ki. Az közbeszerzésben ugyanazon vállalkozások vettek részt, mint a júliusi pályázaton, ajánlataikat pedig a korábban kötött titkos megállapodásnak megfelelően, megnövelt árral adták be. A három elkülönülten futó közbeszerzési eljárás a titkos megállapodásnak megfelelő eredményt hozott, minden vállalkozás abból a beszerzési eljárásból került ki győztesként, amelyet a megállapodásban megjelöltek. Az árverseny letörésével a vállalatok sikeresen hajtották fel az autópálya-építések árait. Bár a Vegyépszer által korábban ajánlott áraknál még mindig olcsóbbak voltak, de az első eljárás után nyilvánosságra hozott árakat mintegy 18%-kal sikerült felhajtaniuk.
| Szakasz                         | Szakasz hossza | Vegyépszer ajánlat 2002 február | 2002 júliusi eljárás            | 2002 őszi eljárás           |
| ------------------------------- | -------------- | ------------------------------- | ------------------------------- | --------------------------- |
| Becsehely – Letenye oh.         | 9,6 km         |                                 | 14,548 mrd Ft; Betonút Rt.      | 44,7 mrd Ft; Strabag Rt.    |
| Letenye – Tornyiszentmiklós oh. | 18,7 km        |                                 | 24,355 mrd Ft; Strabag-Hídépítő | 44,7 mrd Ft; Strabag Rt.    |
| Balatonszárszó – Ordacsehi      | 19,8 km        |                                 | 54,65 mrd Ft; Hídépítő-Strabag  | 65 mrd Ft; Hídépítő-Betonút |
| Polgár – Görbeháza              | 12,7 km        |                                 | 15,8 mrd Ft; Egri Útépítő Rt.   | 18 mrd Ft; Egri Útépítő Rt. |
| Teljes csomag                   |                | 138,2 mrd Ft                    | 109,4 mrd Ft                    | 127,96 mrd Ft               |

A beérkezett ajánlatokat 2002 december elején bontották fel, majd még a karácsonyi ünnepek előtt szerződtek is a győztes ajánlattevővel.

## A kartell lelepleződése
A sajtóban és a kormányzatban is megbotránkozást okozott a közbeszerzés ilyetén alakulása. Különösen kényes volt a téma Csillag István SZDSZ-es miniszter számára, hiszen a 2002-es választásokon az SZDSZ az építkezések árának letörésével kampányolt. Az eljárás kartellgyanús eredménye felkeltette a versenyjog megsértésének terén illetékes Gazdasági Versenyhivatal (GVH) figyelmét is. A GVH 2003 februárjában vizsgálatot indított annak megállapítására, hogy összejátszottak-e a vállalkozások az ár felhajtása érdekében.
A GVH 2003 szeptemberének egy éjjelén rajtaütésszerű házkutatásokat (előzetes bejelentés nélküli helyszíni kutatás) tartott az érintett vállalatok telephelyein, illetve vezetőik otthonában.
A Strabagot vezető Appelshoffer József jegyzetei között 2002. szeptember 10-i dátummal megjelölve megtalálták a kartellmegállapodás részleteit. A GVH által megtalált feljegyzések között szerepeltek a kartellezők becslései is, amelyek szerint a vállalkozások az egész építési csomagot 90 milliárd forintból tartották megvalósíthatónak. A GVH még az éves haszonkulcs kétszeresével kalkulált árat (100 milliárd Ft) is elfogadhatónak tartotta volna, a kartell által okozott kárt is ehhez az árhoz képest állapították meg: 28 milliárd forint. A Gazdasági Versenyhivatal 2004 nyarára elkészült határozatában megállapította, hogy az útépítési piac szereplői a piacot felosztották egymás között, ez pedig a közbeszerzési eljárás lényegének, az árletörő hatásnak a kiküszöböléséhez vezetett. A GVH versenytanácsa 2004. július 22-én tartott ülésén a megállapodásban részes öt vállalkozást a magyar piacgazdaság történetében példátlanul nagy összegű, összesen 7 milliárd forintos bírsággal sújtotta.

## Következményei
A kartellezésért megbüntetett vállalkozások beperelték a GVH-t. A Fővárosi Bírósághoz benyújtott keresetükben a rekordbírság csökkentését vagy eltörlését szerették volna elérni, ám a 2005. december 8-án a bírság befizetésének felfüggesztését indítványozó keresetet, 2006. január 23-án pedig a bírság összegének csökkentését vagy eltörlését indítványozó keresetet is elutasította. Az öt cég ezek után befizette a bírságot, ugyanakkor fellebbezett a bírósági döntés ellen. Keresetüket a Legfelsőbb Bíróság 2007. augusztus 29-én tartott ülésén elutasította és a korábbi ítéletet helybenhagyta.
A korabeli törvények szerint a kartellezők árdrágító tevékenysége miatt kárt szenvedett vállalatok kártérítési pert indíthattak a kartell tagjai ellen. A kárt elszenvedő Nemzeti Autópálya Rt. jogutódjaként a NIF Zrt 2008 első félévében valamennyi érintett útépítőcéget beperelte. A NIF által indított kártérítési perek a magyar jogtörténet első ilyen jellegű bírósági eljárásai voltak. A per a Kúria 2013-as ítéletével ért véget, amelyben a Kúria egy 2008-as jogszabályváltozás miatt elutasította a Strabag ellen indított keresetet. (Az indoklás szerint a NIF csak az állam számára kérhetett volna kártérítést, a maga számára a 2008-as változás miatt nem.)
Az érintett vállalkozások és cégcsoportok azonban a 2003-as lebukás után sem hagytak fel a kartellezéssel. A következő években sorban buktak meg a különböző kartellek, ezek közöl az ismertebbek a heves megyei útéptítő-kartell (Strabag-Colas), illetve a 2007-ben lebukott vasútépítő kartell (Strabag-Colas-Swietelsky) voltak. (Ez utóbbi újabb rekordbírságot, 7,1 milliárdos büntetést kapott.)
Az autópálya-kartell lebukására az állam is reagált. 2005-ben a közbeszerzések esetén történő kartellezés bekerült a Btk.-ba. Azóta a piaci versenyt ezen a módon korlátozó cégek döntéshozói öt év börtönnel büntethetők.